# Balanit
Balanit (av grekiskans βάλανος, "ollon") avser inflammation på ollonet och eventuellt förhuden, under en ofta för trång förhud. Inflammationen kan yttra sig i ett rodnande, irriterande och ömmande område på penis.
Balanit beror ofta på överdriven hygien. Den tunna huden på ollonet tål inte att tvättas eller tvålas in flera gånger om dagen. Balaniten kan då behandlas genom att sluta använda tvål vid tvätt av området, alternativt att gå över till att tvätta med oparfymerad tvål. Balanit är väldigt ovanligt hos omskurna män, eftersom trång förhud i kombination med dålig hygien och ansamling av smegma är en vanlig orsak till sjukdomen. Balanit kan även orsakas av bland annat svamp, bakterieinfektion, sexuellt överförbara sjukdomar eller hudirritation.
Om inte penis tvättas regelbundet, samlas lätt smegma och andra utsöndringar under förhuden som förorsakar inflammation och ödem i vävnaden. Inflammationen kan ha många olika orsaker såsom många olika sjukdomar inklusive virus, bakterier och svamp. Det kan också uppkomma av andra irritanter, såsom stark tvål, kondomer och glidmedel. I sällsynta fall uppträder sexuellt överförbara sjukdomar som balanit.
Balanit i sig är inte smittsamt, men den bakomliggande sjukdomen kan vara smittsam i olika grader. Svagt smittsam, om det är exempelvis candida, svampinfektion, som ligger bakom, eller starkt smittsam, om det är exempelvis herpes eller gonorré som ligger bakom. Symptom på svampinfektion i vagina kan framkallas av tillförande av smittämnen av bakteriell natur.

## Bilder

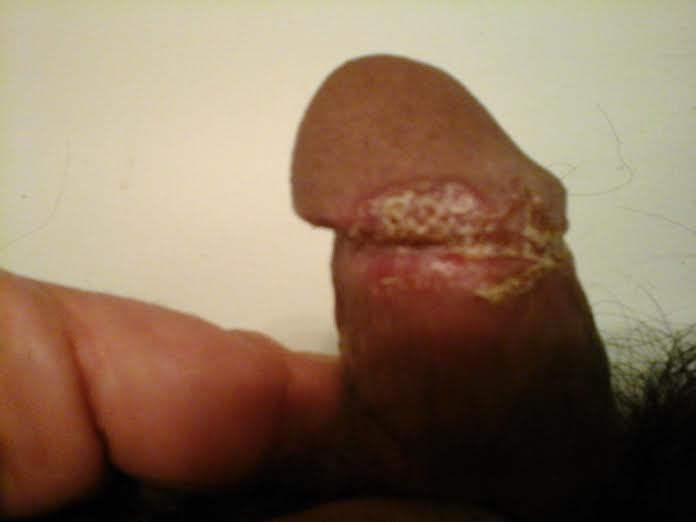
Exempel på balanit.
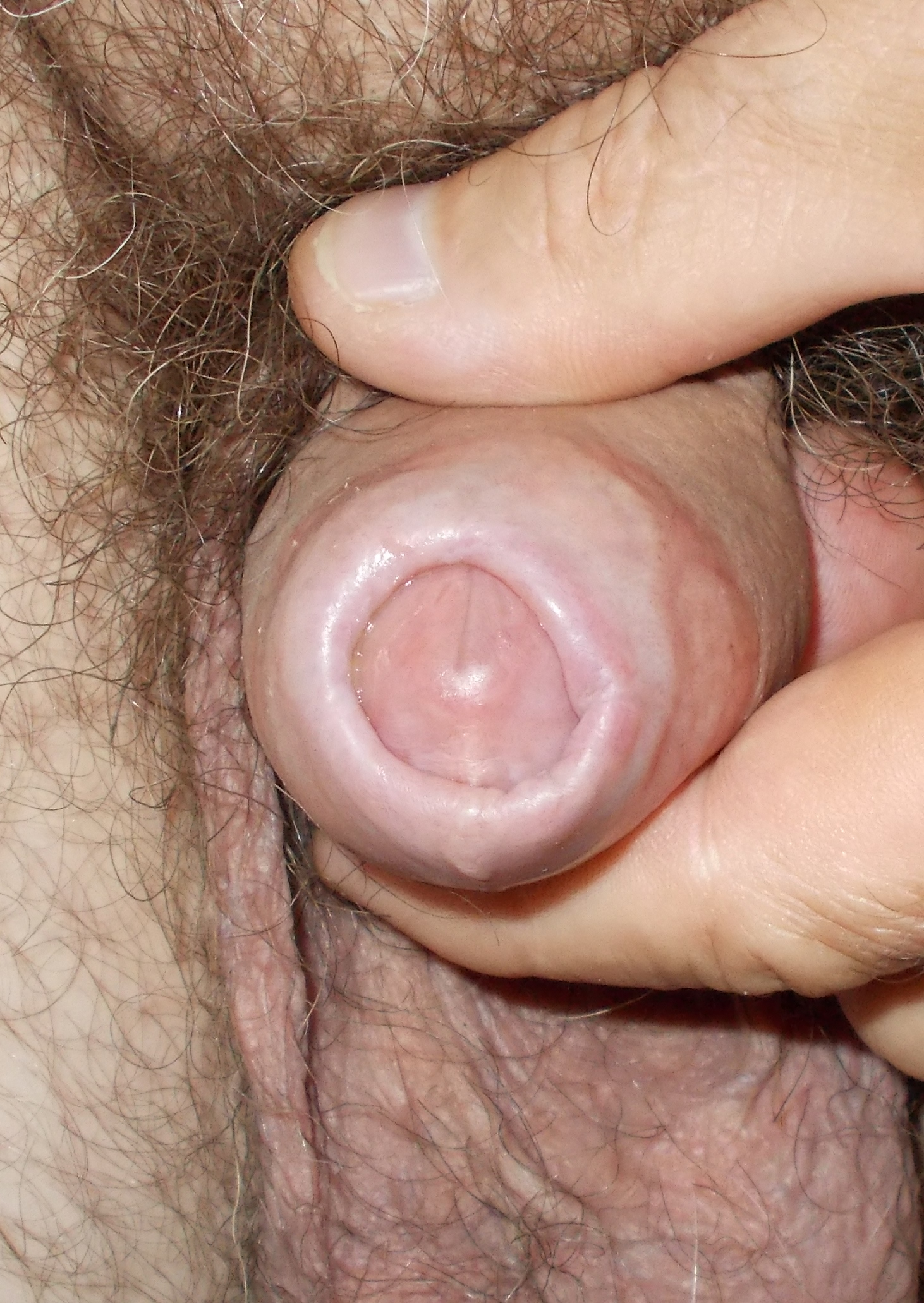
Penis med balanit och fimos.